# Dimineața în pădurea de pini
Dimineața în pădurea de pini (în rusă Утро в сосновом лесу, transliterat: Utro v sosnovom lesu) este o pictură în ulei realizată în anul 1889 de pictorii ruși Ivan Șișkin și Konstantin Savițki.  Acest tablou se află expus la Galeria Tretiakov din orașul Moscova (Federația Rusă).
Savițki a pictat urșii, dar colecționarul de artă Pavel Tretiakov i-a șters semnătura, afirmând că „de la idee până la realizare, totul dezvăluie stilul de pictură și metoda creativă specifică doar lui Șișkin”, astfel încât pictura este atribuită în prezent doar lui Șișkin.
Dimineața în pădurea de pini a devenit foarte populară, fiind reprodusă pe diverse obiecte, inclus pe ambalajul ciocolatei „Ursul neîndemânatic” produse de compania Krasnîi Oktiabr. Potrivit unui sondaj, această pictură se află pe locul 2 în topul celor mai populare picturi din Rusia, după Bogatîri de Victor Vasnețov. Picturi similare ale lui Șișkin sunt Primăvara în pădure (1884) și Pădurea Sestrorețk (1896).
Se crede că Șișkin a pictat pădurea de pini din apropiere de Narva-Jõesuu din Estonia, unde îi plăcea adesea să-și petreacă verile.